# Franck Lagorce
Franck Lagorce (L'Haÿ-les-Roses, 1 de septiembre de 1968) es un expiloto francés de automovilismo. Disputó dos carreras en la temporada 1994 de Fórmula 1 con el Equipe Ligier con la que no consiguió puntos.

## Resultados

### Fórmula 1
(Clave) (negrita indica pole position) (cursiva indica vuelta rápida)
| Año     | Escudería              | 1   | 2   | 3   | 4   | 5   | 6   | 7   | 8   | 9   | 10  | 11  | 12  | 13  | 14  | 15      | 16     | Pos. | Puntos |
| ------- | ---------------------- | --- | --- | --- | --- | --- | --- | --- | --- | --- | --- | --- | --- | --- | --- | ------- | ------ | ---- | ------ |
| 1994    | Ligier Gitanes Blondes | BRA | PAC | SMR | MON | ESP | CAN | FRA | GBR | GER | HUN | BEL | ITA | POR | EUR | JPN Ret | AUS 11 | NC   | 0      |
| Fuente: |                        |     |     |     |     |     |     |     |     |     |     |     |     |     |     |         |        |      |        |